# 襕衫

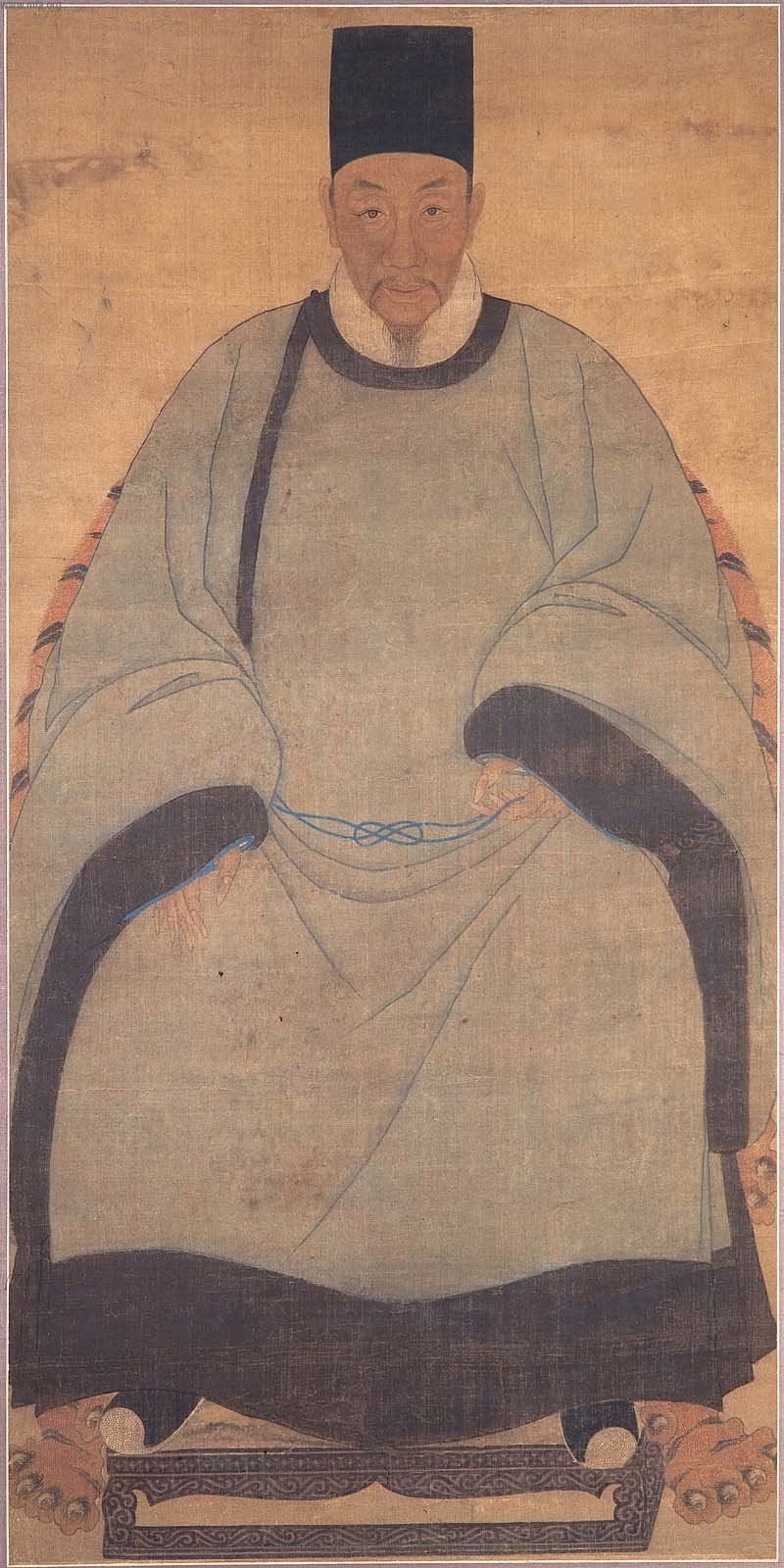
明代的襕衫

襕衫又稱盤領襴衫，是中国古代的男性服饰。自唐朝開始就已出現襕衫。明朝有些士大夫也會穿著襕衫参加科举考试。

## 历史
圓領服飾據說是在南北朝時期由鲜卑人引入。鲜卑人引入的圓領服飾後來與深衣結合並漢化，最終完全融入汉服系统。在唐朝、宋朝、明朝，襕衫有了进一步的发展和规范。
唐朝時的襕衫袖子比較窄，而且顏色以紅色為主。
到了宋代，襕衫的袖子越来越宽，而且顏色也变成了白色或灰白色。江苏金坛南宋周璃墓出土過襕衫，被认为是南宋国子生經常穿的襕衫。
明朝時有人繼續穿著襕衫。明代还出现了一种藍色的襕衫。

## 设计
襕衫袖子宽，而且邊緣為黑色，圆领，當外面穿著襕衫時裡面必须穿交領衣服。

## 朝鮮半島
襕衫同樣引入了朝鮮。 據說朝鮮英祖規定朝鲜王朝的人應穿著襕衫參加科舉考試。 
在朝鲜，為科舉考試而準備的人為也穿着类似襕衫的长袍，它的名字叫做莺衫(앵삼)。莺衫看起来与襕衫相似，但颜色不同。朝鲜王朝时代末期莺衫开始逐漸流行，而且科舉考試時考生也可以穿著莺衫 

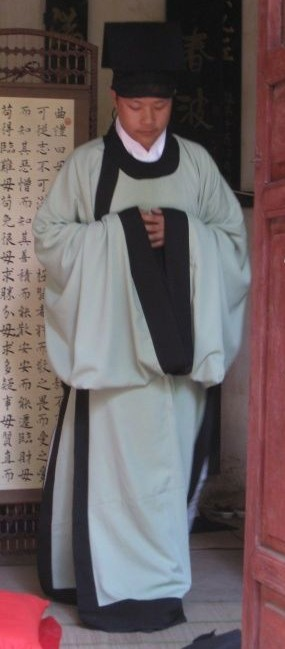
襕衫
古今圖書集成中的襴衫
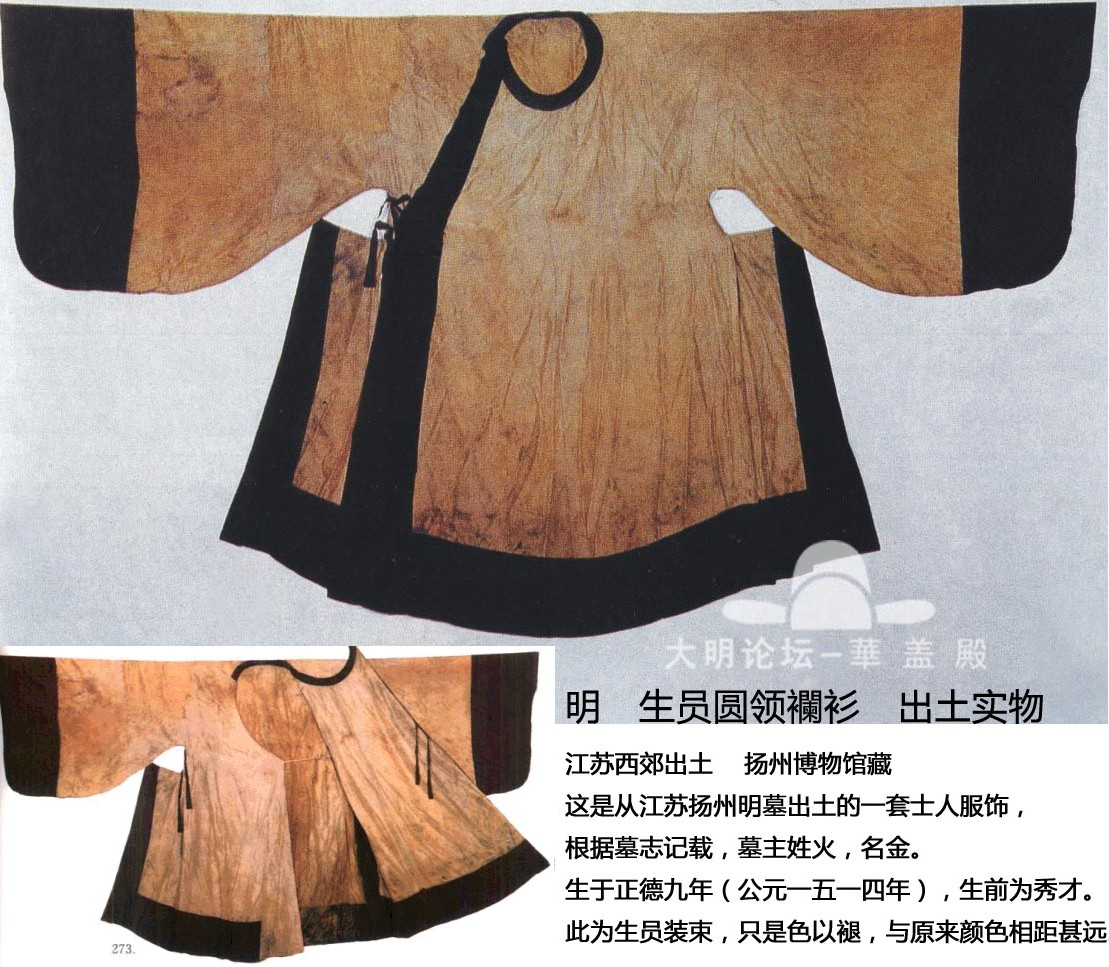
襕衫
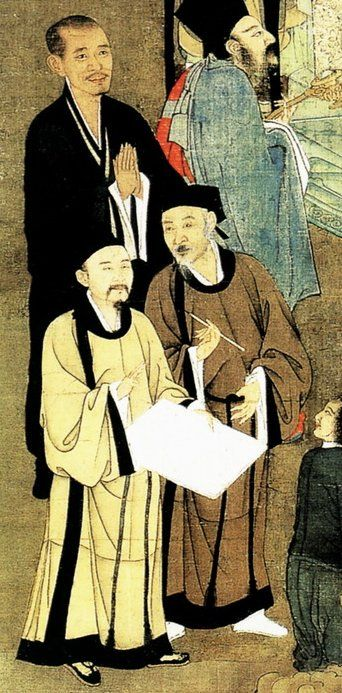
宋朝的襕衫
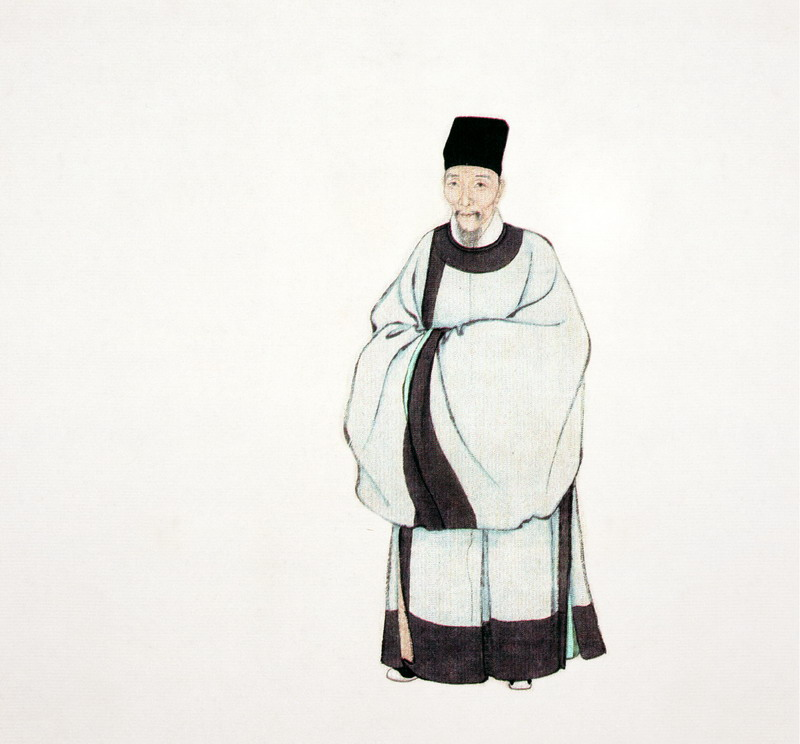
清朝徐璋的《松江邦彥畫像冊》中收錄的穿著襕衫的戴昕
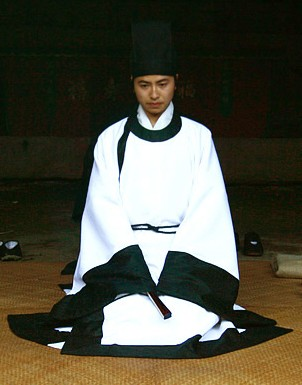
穿著襕衫的男子
穿著襕衫的王元瑞
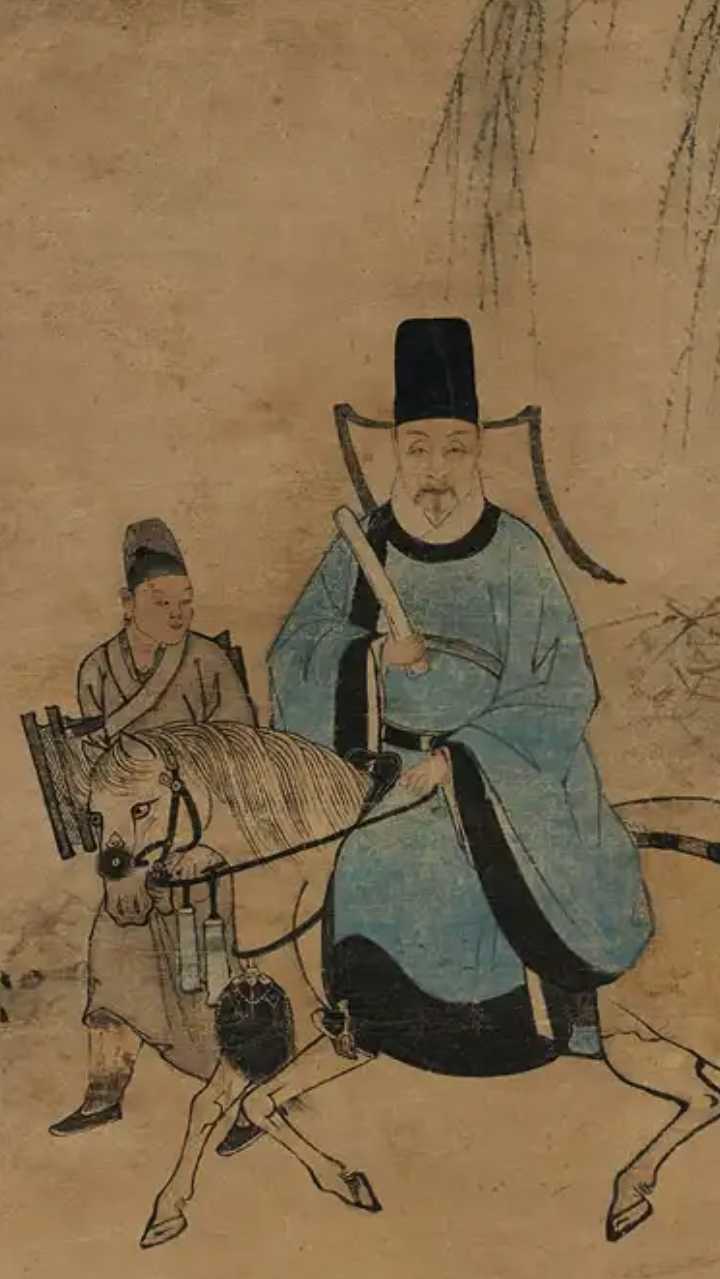
穿著襕衫的馮從吾